# Использование имени Петра Войкова в топонимике

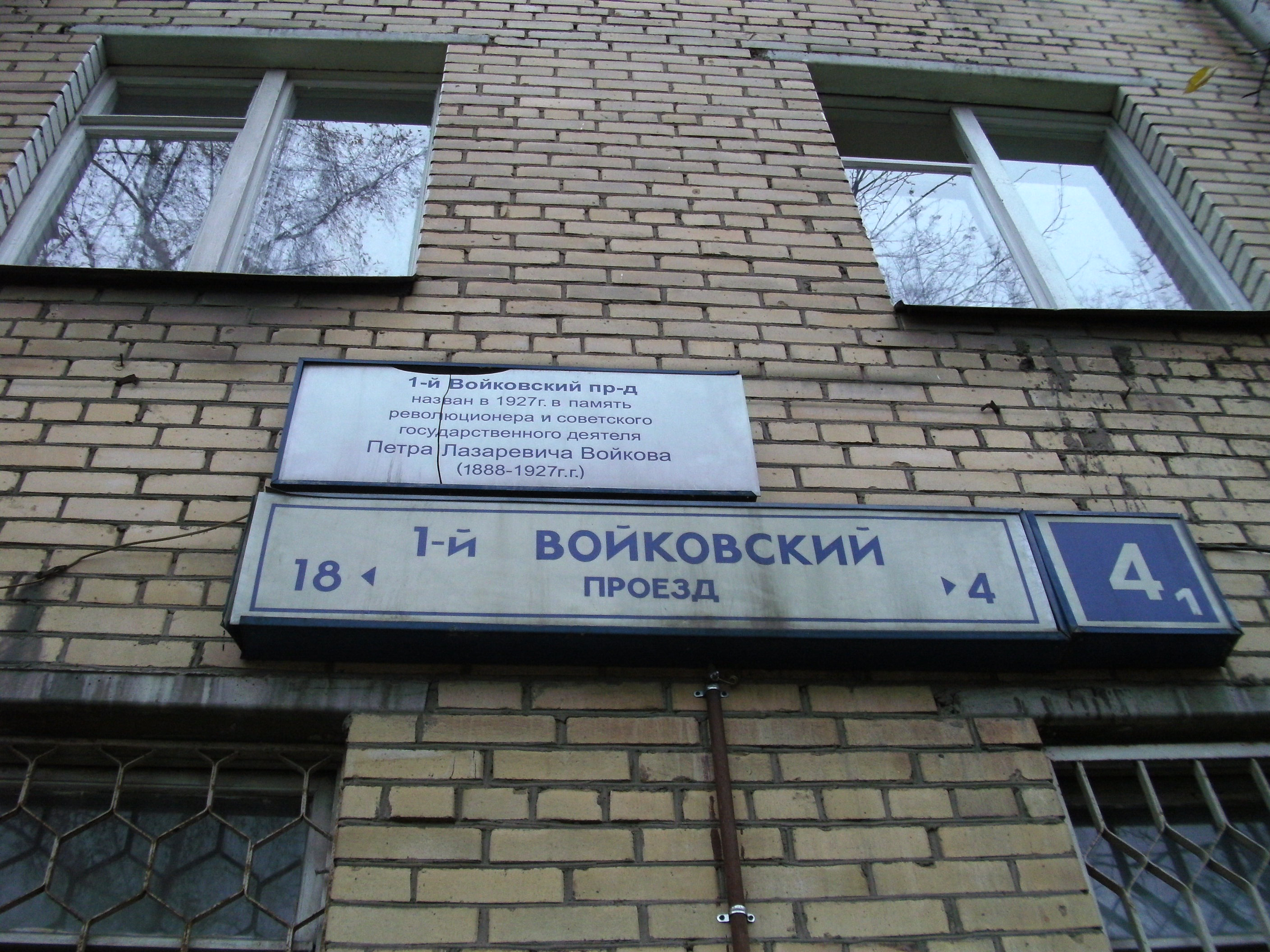
Памятная табличка на доме № 4 кор. 1 по 1-му Войковскому проезду утверждает, что проезд назван в 1927 году в честь П. Л. Войкова

Испо́льзование и́мени Петра́ Во́йкова в топони́мике — предмет многолетней общественной дискуссии.
Пётр Лазаревич Войков — революционер и советский дипломат; в 1918 году входил в круг лиц, принявших решение о расстреле царской семьи; убит в 1927 году в Варшаве белоэмигрантом Борисом Ковердой.
Имя Петра Войкова широко представлено в топонимике как России, так и других стран бывшего СССР. По данным «Новой газеты», на начало 2011 года в России имелась как минимум 131 улица, носящая имя Войкова .
Лишь на территории Москвы в память Войкова названы станция метро «Войковская», Войковский район, улица Войкова, а также 1-й, 2-й, 3-й, 4-й и 5-й Войковские проезды.
Переименование станции метро «Войковская» обсуждается с начала 1990-х годов, в ноябре 2015 года стало предметом голосования в системе «Активный гражданин» и было отвергнуто: 53 % голосовавших предпочли сохранение прежнего названия.
В 2006 году решение о переименовании местной улицы Войкова было принято в Томске, однако в 2007 году городская дума отменила своё решение; позднее, в 2015—2016 годах, переименование с последующей отменой произошло в подмосковном Дедовске.
В 2018 году улица Войкова во Владикавказе стала Рождественской.
На Украине топонимы, связанные с именем Войкова, исчезли в ходе декоммунизации.

## Имя Войкова в топонимике
Имя Петра Войкова со советских времён широко используется в топонимике как России, так и других стран бывшего СССР.

### Административные единицы
- В Москве известен Войковский район и соответствующее ему Войковское муниципальное образование.
- Имеются также
  - Войковское сельское поселение в Константиновском районе Амурской области;
  - Войковское сельское поселение в Тарасовском районе Ростовской области.

### Населённые пункты

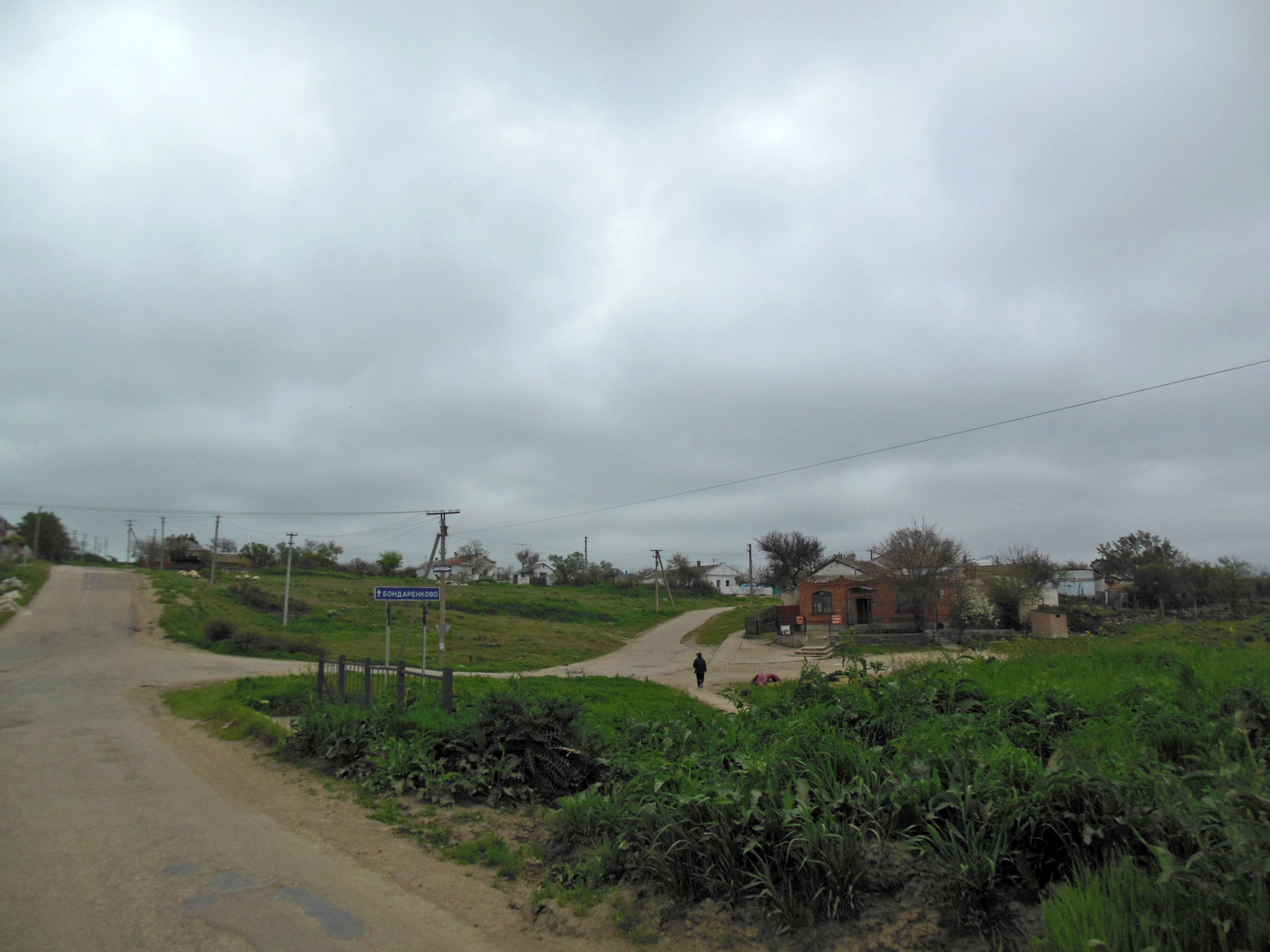
Село Войково в Ленинском районе Республики Крым.

Топоним Войково используется как название нескольких населённых пунктов в России, Белоруссии и на Украине.
- Это название, в частности, носят два крымских села, одно из которых расположено в Первомайском районе (ранее — Айбар), а другое — в Ленинском районе на окраине Керчи — родного города Петра Войкова (ранее — Кыдырлез, Катерлез).

Используются и другие названия.
- В частности, в Амвросиевском районе Донецкой области (Украина) имеется посёлок Войковский. Точно так же назван российский посёлок, административный центр Войковского сельсовета Сорочинского района Оренбургской области.

### Улицы
По данным фонда «Возвращение», по состоянию на 2011 год в России имелась как минимум 131 улица, носящая имя Войкова, однако ныне их число сократилось: переименование улицы, названной в честь Войкова, произошло во Владикавказе().
В частности, улицы Войкова расположены в следующих российских городах: Анжеро-Судженск, Асбест, Владикавказ, Воронеж, Екатеринбург, Иваново, Калуга, Каменск-Уральский, Керчь, Кисловодск, Кострома, Куйбышев (Новосибирская область), Курган, Лукино, Михайловск, Муром, Мытищи, Наро-Фоминск, Новосибирск, Омск, Петергоф, Ростов-на-Дону, Самара, Серпухов, Смоленск, Сочи, Спасск-Рязанский, Таганрог, Томск, Туапсе, Хабаровск, Челябинск, Шатура, Ялта.
Отдельного упоминания заслуживает Москва, в которой, помимо улицы Войкова, имеются 1-й, 2-й, 3-й, 4-й и 5-й Войковские проезды ().
Кроме того, улицы Войкова имеются в Белоруссии (Барановичи, Бобруйск, Брест, Витебск, Гомель, Жлобин, Могилёв, Полоцк, Слоним) и Казахстане (Алма-Ата, Петропавловск).
Улицы Войкова имелись в таких городах Украины, как Барвенково, Глухов, Долинская, Житомир, Коростень, Краматорск, Лиман, Луганск, Мариуполь, Мелитополь, Харьков, Чернигов, Шепетовка, однако часть этих названий исчезла в процессе декоммунизации ().

### Железнодорожный транспорт, включая метро

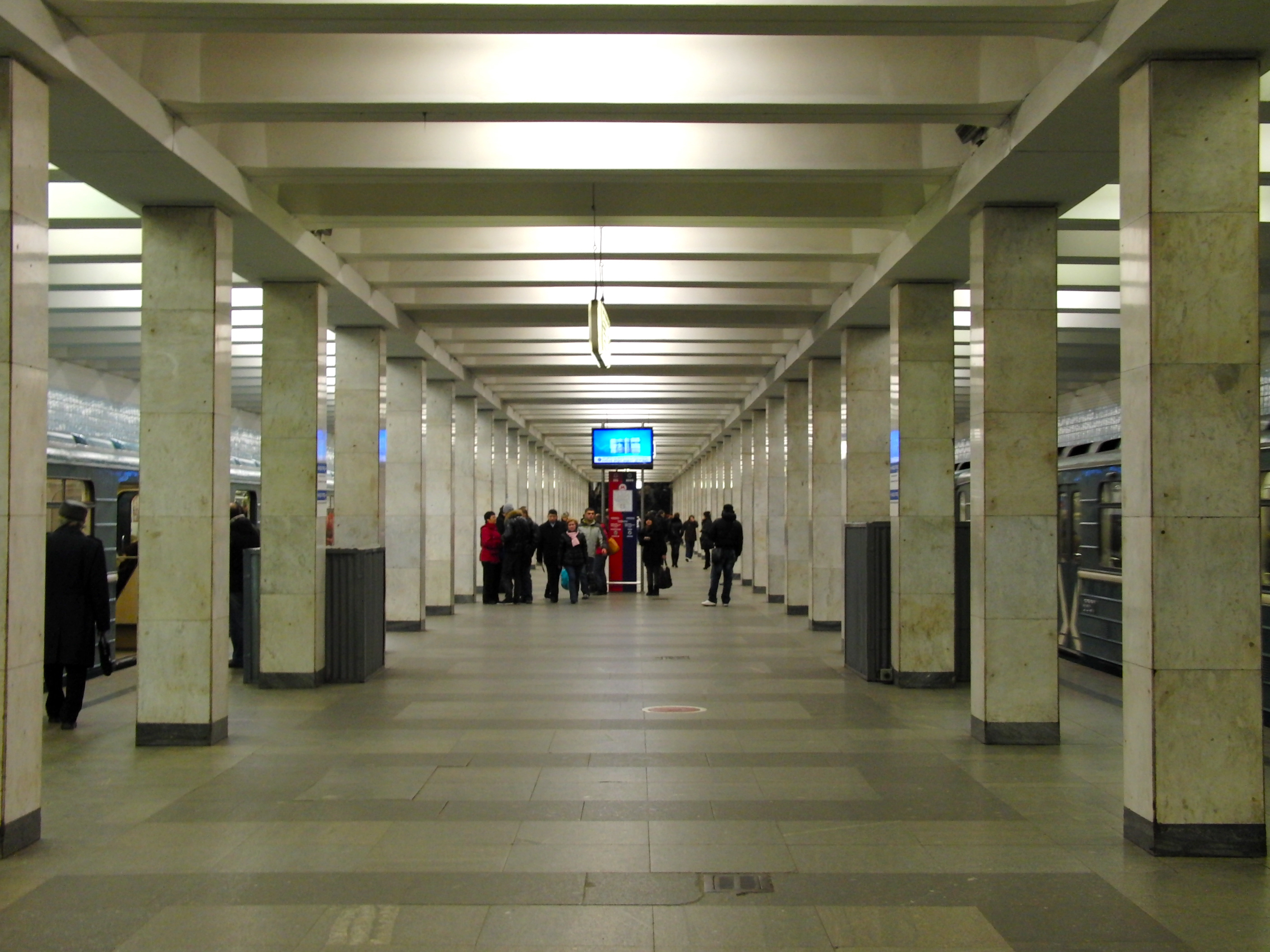
Станция «Войковская» Московского метрополитена.

- В Москве, помимо упомянутых выше улицы Войкова, Войковских проездов, Войковского района имеется станция метро «Войковская», переименование которой в 2015 году ставилось на голосование в системе «Активный гражданин» и было отвергнуто (➤).

Ещё одним объектом могла бы стать станция «Балтийская» на Московском центральном кольце. Однако завершившееся в июле 2016 года голосование в системе «Активный гражданин» показало, что москвичам более по душе иное, историческое, название. (На этот раз о переименовании станции метро речь не шла.) Свои мнения высказало около 173 тысяч человек, причём почти 70 % респондентов предпочли подобрать историческое название (то есть, связанное с историей района расположения станции), а за топоним «Войковская» свои голоса отдали около 19 % ().
- Во Владимирской области существует железнодорожная платформа им. Войкова (Вязниковское направление).

## Дискуссия и переименования
Предложения переименовать те или иные объекты, названные в честь Петра Войкова, обсуждаются на протяжении многих лет.

### В России

#### Переименование улицы Войкова в Томске

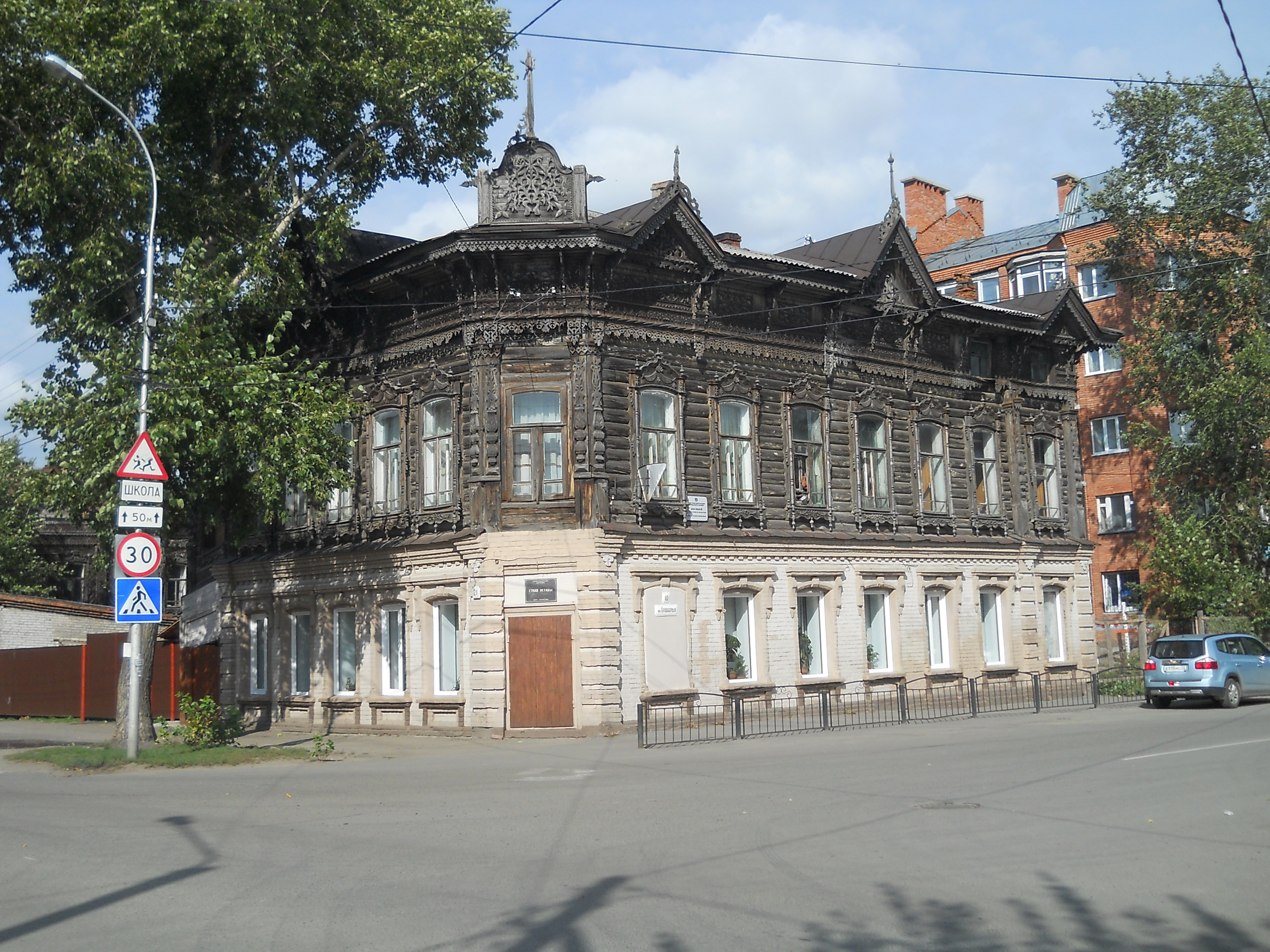
Томск. Улица Войкова у дома 21 (угол Сухоозерного переулка).

В 2006 году решение о переименовании местной улицы Войкова было принято в Томске: Томская городская дума по инициативе Томской епархии Русской православной церкви приняла решение вернуть ей историческое название Знаменская, по расположенной на ней Знаменской церкви, однако в 2007 году городская дума отменила своё решение. Тем не менее, инициативная группа жителей Томска выступила в 2018 году за переименование улицы.

#### Переименование улицы Войкова в Дедовске
В конце 2015 года жители подмосковного Дедовска обратились к главе Истринского района Московской области Андрею Дунаеву с просьбой о переименовании местной улицы Войкова в Георгиевскую. Чиновник ознакомился с обращением и доводы жителей поддержал. Совет депутатов Дедовска также поддержал жителей города и одобрил переименование «в целях гражданско-патриотического и духовно-нравственного воспитания подрастающего поколения».
В феврале 2016 года в городе появилась первая табличка с новым названием улицы Войкова, которая стала именоваться в честь не революционера, а Георгия Победоносца. Указатель был повешен на здании одноимённого храма, прихожане которого праздновали победу.
Переименованию обрадовались не все, но не из любви к Петру Войкову, а из-за появления бюрократических неудобств. Жители переименованной улицы оказались недовольны и начали борьбу за отмену переименования. Их поддержала и местная фракция КПРФ.
В августе 2016 года на встрече сторонников и противников переименования с главой Истринского района Дунаевым было проведено открытое голосование среди присутствующих, которое установило перевес в 25 голосов в пользу привычного советского названия (136 голосов) над новым (111 голосов). Обратное переименование Георгиевской улицы в улицу Войкова должен утвердить городской Совет депутатов. Принятое решение, однако, содержит в себе некоторый «компромисс»: «храм Георгия Победоносца и прилегающая к нему территория может сохранить название Георгиевская площадь».

#### Войковские проезды
В октябре 2010 года Государственная Дума обратилась к мэру Москвы Сергею Собянину, попросив переименовать как станцию метро «Войковская», так и связанные с именем Петра Войкова улицы, расположенные поблизости: 1-й, 2-й, 3-й, 4-й и 5-й Войковские проезды.

#### Войковский район Москвы

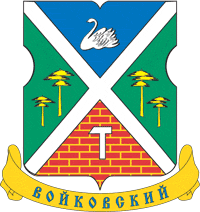
Герб Войковского района города Москвы

В 2015 году заместитель председателя совета депутатов Войковского района Александр Закондырин предложил провести голосование в рамках проекта «Активный гражданин» и выбрать одно из пяти названий Войковского района:
- «Волковский» — в честь космонавта Владислава Волкова, погибшего при посадке корабля Союз-11;
- «Космодемьянский» — в честь Героев Советского Союза Зои и Александра Космодемьянских, которые учились в школе на территории района;
- «Петербургский», поскольку основная магистраль района — Ленинградское шоссе, ведущее в Санкт-Петербург;
- «Никольский» — по названию села, которое располагалось на территории района в XV—XVII веках;
- «Авиационный» — по названию территориально близкого Московского авиационного института.

#### Станция метро «Войковская»
За переименование станции метро «Войковская»,
ввиду неблаговидных деяний Петра Войкова, выступают:
- инициативная группа общественности[32];
- министр культуры Владимир Мединский[33];
- писатели и публицисты:
  - Егор Холмогоров[34];
  - Елена Чудинова[35][36];
- политические партии:
  - ЛДПР[37];
  - «Яблоко»[26];
- правозащитные организации:
  - Московская хельсинкская группа[27];
  - «Мемориал»[38];
  - Совет при президенте Российской Федерации по развитию гражданского общества и правам человека[39];
- Русская православная церковь[28][29][30][31][40],

включая лично патриарха Кирилла;
- представители студенчества Московского авиационного института[41][42]

и многие другие.
Возможность переименования станции метро «Войковская» обсуждается с начала 1990-х годов. В частности, разработанный в 1992 году историками и москвоведами проект предусматривал полное избавление московского метро от «политической нагрузки»: станциям предполагалось присвоить исконные названия мест их расположения. «Войковскую» планировали переименовать в «Петербургскую», а соседние «Водный стадион» и «Сокол» — в «Головино» и «Всехсвятское», соответственно. Однако проект не реализовали — прежде всего, в силу политических, а также финансовых соображений.
В последующие годы с предложением переименовать станцию выступали различные лица и общественные организации.
Предлагались, в числе прочих, такие варианты нового названия (список не полон):
- «Волковская»[43],
- «Северо-Западная»[43],
- «Петербургская»[43],
- имени «Героев обороны Москвы»[44],
- «Декабрьская»[44],
- «Ковердинская»[35],
- «Чугунолитейная»[36],
- «Авиационная»[42][45].

Вопрос о переименовании станции метро «Войковская», а также одноимённой железнодорожной станции и всего транспортно-пересадочного узла стал предметом опроса, или электронного референдума, запущенного 2 ноября 2015 года в системе «Активный гражданин» и завершившегося 23 ноября 2015 года в 00:00. Против переименования высказалось 53 % участников.
Комментарии к итогам голосования различны. Многие комментаторы считают, что объявленные результаты соответствуют реальности и отражают «выбор москвичей», которые «действительно против переименования», что система «Активный гражданин» работает корректно и обеспечивает «лучший механизм быстрого и качественного взаимодействия горожан и властей», а динамика голосования вполне объяснима и соответствует обычной практике. Однако президент фонда «Возвращение» Юрий Бондаренко заявил, что власти Москвы «выставили нужные им цифры» и что опрос сфальсифицирован, так как «результаты не менялись на протяжении фактически трех недель».
Голосование в системе «Активный гражданин» не завершило дискуссию: по его окончании депутаты Госдумы от фракции «Справедливая Россия» Михаил Сердюк и Александр Агеев направили мэру Москвы Сергею Собянину предложение присвоить станции метро «Войковская» имя Эльдара Рязанова, скончавшегося в Москве в ночь с 29 на 30 ноября 2015 года на 89-м году жизни.
Кроме того, в конце марта 2016 года Патриарх Кирилл в своём первом выступлении перед депутатами Мосгордумы заявил: 

Нельзя, чтобы в городе сохранялись — в нашей топонимике — имена преступников и террористов. Я имею в виду Войкова.

#### Станция «Балтийская» Московского центрального кольца

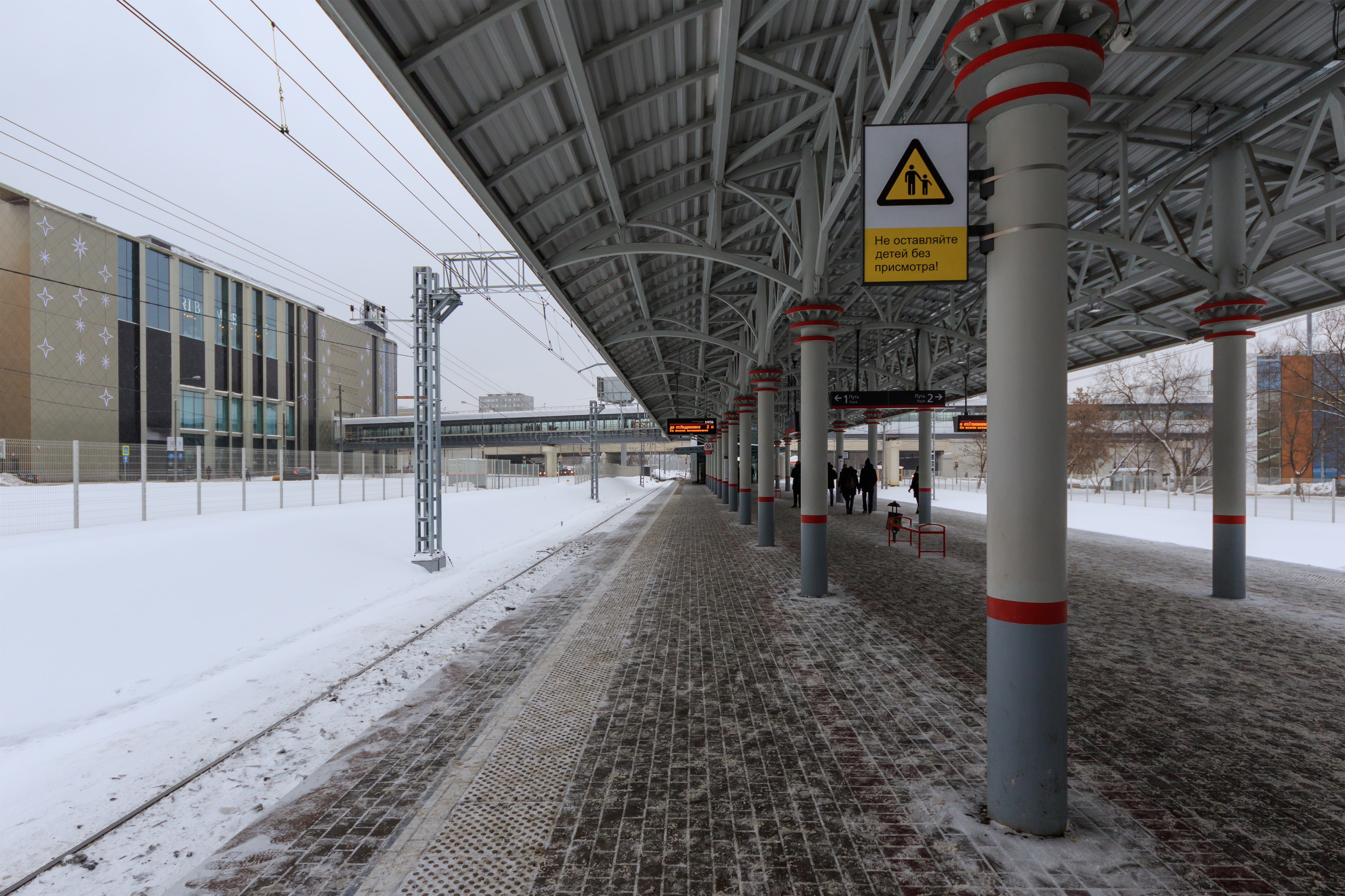
Станция «Балтийская» Московского центрального кольца

Первоначальным проектным название платформы МКЖД было «Глебово» по названию природно-исторического парка Покровское-Глебово. В ходе строительства «Войковская» стало рабочим названием в качестве единого для планируемых к открытию платформы и транспортно-пересадочного узла на одноимённую станцию метрополитена. Инициативная группа жителей Войковского района, которая под эгидой РПЦ выступала за переименование района и станции метро, носящих имя П. Войкова, начала сбор подписей и против планов назвать его именем новую платформу МКЖД.

Новая железнодорожная платформа станет уже десятым объектом в Москве, названным в честь убийцы Войкова. Неделю назад инициативная группа жителей района направила в адрес мэра Москвы письмо с 3044 подписями москвичей с просьбой переименовать уже существующие городские объекты, носящие имя Войкова, а также не допустить присвоения его имени платформы МКЖД.— Филипп Грилль, член инициативной группы
21 июля против присвоения новой платформе названия «Войковская» выступил протоиерей Всеволод Чаплин. Он перечислил ряд деяний, приписываемых Войкову и назвал его «настоящим террористом и разрушителем государственности». Против переименования выступила КПРФ, опубликовавшая соответствующую статью в «Правде» от 30 июля. 7 августа 2015 года инициативу верующих поддержали архиепископ Егорьевский Марк (Головков), назвавший Войкова «бандитом» и Митрополит Восточно-Американский и Нью-Йоркский Иларион (Капрал), попросивший «убрать имя Петра Войкова с карты Москвы».
11 августа глава службы корпоративных коммуникаций МЖД Владимир Мягков высказался против переименования новой ж/д станции «Войковская»: «Реализация этого предложения в связи со сложившейся непростой экономической обстановкой не представляется в данный момент возможной, так как оно предполагает значительное дополнительное финансирование, которое не предусмотрено бюджетом Московской железной дороги — филиала ОАО „РЖД“ <…> Эта работа потребует значительных непроизводственных затрат и большого отвлечения сотрудников Московской железной дороги».
19 августа 2015 года пришло сообщение, что исполняющий обязанности префекта САО Антон Велиховский и председатель Москомархитектуры Юлиана Княжевская направили обращение на имя Максима Ликсутова, главы московского департамента транспорта, с просьбой переименовать транспортно-пересадочный узел «Войковская» в «Глебово».
Наконец, 1 сентября 2015 года пришло сообщение о рекомендации со стороны межведомственной комиссии по наименованию территориальных единиц переименовать транспортно-пересадочный узел (ТПУ) «Войковская» в «Коптево».
Начавшееся 2 ноября 2015 года голосование в системе «Активный гражданин» предлагало сменить название «Войковская» не только у станции метро, но и у новой ж/д станции, и всего транспортно-пересадочного узла (ТПУ). Большинство участников электронного опроса высказались против этой инициативы. Однако в июне 2016 года мэр Москвы Сергей Собянин предложил провести по вопросу названия для новой ж/д платформы отдельное голосование на портале «Активный гражданин». Голосование завершилось в июле 2016 года, на этот раз о переименовании станции метро речь не шла. В результате по этому вопросу высказали свои мнения около 173 тысяч человек, причём почти 70 % респондентов предпочли подобрать историческое название (связанное с историей района расположения станции), а за топоним «Войковская» свои голоса отдали около 19 %. 10 августа 2016 года было официально объявлено, что платформа получит название Балтийская — согласно топонимике района.

#### Переименование улицы Войкова во Владикавказе
11 апреля 2018 года Топонимическая комиссия Владикавказа приняла решение о переименовании улицы в Рождественскую. 25 мая 2018 года администрация местного самоуправления Владикавказа приняла решение о возвращении улице Войкова её исторического названия — Рождественская.

### На Украине
На Украине число населённых пунктов, носящих имя Войкова, сократилось в результате декоммунизации: в 2016 году два села, носившие одинаковое название Войково, стали именоваться по-разному: в Солонянском районе Днепропетровской области появилось село Цветущее, а в Згуровском районе Киевской области появилось село Войтово.
По-прежнему сохраняют свои названия находящиеся в Донецкой области на территории, подконтрольной ДНР, село Войково (Старобешевский район) и посёлок городского типа Войково (Харцызский городской совет), а также посёлок Войковский. Хотя 12 мая 2016 года Верховная Рада Украины присвоила им новые названия в рамках кампании по декоммунизации, переименования не были признаны властями самопровозглашенной ДНР.

## Восприятие личности Петра Войкова и попыток переименования
Точки зрения на личность Петра Войкова и допустимость использования его имени в топонимике чрезвычайно поляризованы. За использование имени Петра Войкова в топонимике выступают представители КПРФ, которые характеризуют попытки переименования объектов, носящих его имя, как дорогостоящие, бесполезные и разрушающие память о советском периоде истории ().
Против использования имени Войкова выступают совершенно разные люди. В качестве основы протеста выдвигаются неблаговидные деяния Петра Войкова. В частности, его считают одним из организаторов расстрела царской семьи ().

### Сторонники продолжения использования имени Войкова
Сторонники продолжения топонимического использования имени Петра Войкова в лице представителей КПРФ характеризуют попытки переименования как дорогостоящие, бесполезные и разрушающие память о советском периоде истории.
В ходе общественной дискуссии 2015 года о переименовании московской станции метро «Войковская» коммунисты заявили о росте выступлений «против героического советского прошлого», которые включают попытки переименовать объекты, названные в честь «героев Страны Советов», и потребовали поддерживать «здоровую атмосферу гордости за дела предков», предложив ввести 25-летний мораторий на переименования.
Кроме того, представители КПРФ считают, что подобные попытки имеют целью «очернить» Октябрьскую революцию и её участников. Они также опасаются, что оно может повлечь последующую череду переименований, когда на очередь встанут другие имена и, в первую очередь, имя Ленина.
Имеются также и другие подходы. В частности, краевед и историк архитектуры Денис Ромодин делает упор на то, что не следует менять «установившиеся названия-топонимы»: «Это история нашего города, какой бы она ни была», — а директор аналитического центра «СтратегPRO» Александр Ведруссов считает, что постановка вопроса о переименовании «влечёт за собой поляризацию граждан» и вбивает «клин между различными общественными и политическими силами». Наконец, по мнению Евгения Герасимова, председателя комиссии Мосгордумы по культуре и массовым коммуникациям, переименованием станции не следует заниматься незамедлительно: «Пройдёт время, и можно будет вернуться к этому вопросу».

### Противники использования имени Войкова
Как отметил Юрий Бондаренко, президент фонда «Возвращение», протест против использования имени Петра Войкова объединил совершенно разных людей: 

…Войков объединил и левых, и правых, и либералов, и государственников, он объединил всех в ненависти к себе.
Противников топонимического увековечения имени Войкова объединяет уверенность в его многочисленных преступлениях, в первую очередь — участие в расстреле царской семьи, особое внимание обращают на гибель детей. В среде фундаменталистов, выступающих против имени Войкова, распространено мнение о ритуальном характере убийства, а сам Войков настойчиво, хотя и безо всяких оснований, именуется евреем Пинхусом Вайнером.
Против использования в топонимике имени Войкова в июле 2015 года выступила РПЦ и, в частности, протоиерей Всеволод Чаплин. Людмила Алексеева, глава Московской хельсинкской группы, заявила: «Это тот редкий случай, когда я согласна с РПЦ. Войков — очень сомнительная личность, он замаран, и нечего в честь него именовать станцию метро и все вокруг».
Позицию, согласно которой деяния Войкова преступны, а имя его следует исключить из топонимики, разделяют, в числе прочих, столь разные люди, как Сергей Митрохин и нынешний митрополит Рязанский и Михайловский Марк (Головков) (ранее — архиепископ Егорьевский). При этом владыка Марк указал, что считает несостоятельными довод о том, что существующие названия — часть истории. Согласившись с тем, что историю переписывать нельзя и что «нормально и правильно» увековечивать в названиях улиц имена достойных людей (в какое бы время они ни жили), он заявил, однако, о недопустимости увековечения имён преступников.
За отказ от использования в московской топонимике имени Войкова выступали и другие церковные деятели. В частности, митрополит Восточно-Американский и Нью-Йоркский Иларион (Капрал) утверждает, что наличие имени Войкова на карте Москвы «не дает зажить ранам, нанесённым Гражданской войной», а Патриарх Кирилл считает недопустимым в силу утилитарных соображений «не идти на шаги, имеющие большое нравственное значение».
23 ноября 2018 года Наталья Поклонская обращалась к главе Республики Крым Сергею Аксёнову и главе Общественной палаты Крыма Григорию Иоффе с предложением переименовать улицы Войкова в Крыму в честь последнего российского императора Николая II.

### Роль Войкова в расстреле царской семьи
Роль Войкова в расстреле семьи Николая II также является предметом разногласий.
Например, Владимир Соловьёв, старший следователь-криминалист Следственного комитета Российской Федерации, долгие годы занимавшийся этим вопросом, а также историк и журналист Армен Гаспарян признают тот факт, что Войков принимал участие в голосовании за расстрел царской семьи и в приобретении серной кислоты, впоследствии использованной для уничтожения трупов.
При этом, однако, оба считают, что роль Войкова в рассматриваемых событиях этим ограничена. В частности, по словам Соловьёва:

Больше никакого участия самого Войкова в этих событиях не было. Вся остальная беллетристика про то, как он с пистолетом в руках у кого-то снимал кольцо, рубил трупы — это полная чушь.
По мнению Гаспаряна, Войков потеснил в умах реальных палачей — «Юровского, Медведева (Кудрина), Никулина и других». Вместе с тем, Гаспарян признаёт нравственную ответственность Войкова за произошедшее.